# Церемонии Олимпийских игр
Церемонии Олимпийских игр во время Античных Олимпийских игр были неотъемлемой частью этих Игр; современные Олимпийские игры имеют церемонии открытия, закрытия и награждения медалями. Некоторые из элементов современной церемонии имеют корни в древних играх, из которых вышли современные Олимпийские игры. Примером этого является роль Греции в церемонии открытия и закрытия. Во время игр 2004 года победители помимо медали получали венок из оливковых ветвей, что было прямым указанием на древние игры, в которых победителя награждали оливковым венком. Различные элементы церемонии проводятся в соответствии с Олимпийской хартией и не могут быть изменены принимающей страной. Даже художественная часть церемонии открытия и закрытия должна получить соответствующие одобрение Международного олимпийского комитета (МОК).
Церемонии развивались на протяжении веков. Древние игры включали церемонии, чтобы отметить начало и конец каждых игр. Есть как сходства, так и различия между древними олимпийскими церемониями и их современными аналогами. Во время церемоний развивались и совершенствовались технологии и стремления принимающих стран, чтобы продемонстрировать своё собственное художественное выражение, но основные элементы каждой церемонии остались неизменными. Церемонии открытия и закрытия продолжают увеличиваться по продолжительности, объёму, масштабности и расходам с каждыми последующими Играми, но они по-прежнему погружены в традиции. Организаторы Олимпиады в Лос-Анджелесе 2028 года предлагают, чтобы церемонии открытия и закрытия были впервые организованы на двух разных стадионах.

## Древние предшественники
Древние Игры в Греции с 776 до н. э. по. 393 н. э. дают первые примеры Олимпийских церемоний. Празднование победы, элементы которой есть в современных ОИ при награждении медалями и церемонии закрытия, часто сопровождались тщательно продуманными торжествами, в которые входил пир, песни и чтение стихов. Состоятельные победители могли устроить более экстравагантные праздники. Победителям вручали оливковый венок или корону, изготовленную из специального дерева в Олимпии с помощью золотого серпа мальчиком, специально подобранным для этой цели. Торжества заканчивала торжественная клятва победителей и совершение обряда жертвоприношения различным богам, которым они были благодарны.
Существуют свидетельства о кардинальных изменениях в формате игр древности на протяжении 12 столетий относительно празднований. В итоге примерно к 77-й Олимпиаде была создана стандартная программа из 18 видов. Для того, чтобы открыть игры в Древней Греции организаторы проводили фестиваль открытия. За этим следовала церемония, в ходе которой спортсмены давали клятву спортивного мастерства. Первое соревнование — художественное соревнование трубачей и герольдов — закрывало церемонию открытия.

## Церемония открытия
Церемонии открытия Олимпийских игр представляют официальное начало Олимпийских игр. В последние годы на Олимпийских играх спортивные соревнования начинаются ещё до церемонии открытия. Например, футбольный турнир среди мужчин и женщин на летних Олимпийских игр 2008 года начался за два дня до церемонии открытия. Зимние Олимпийские игры 2014 года стали первыми зимними играми, на которых соревнования были проведены до церемонии открытия.
В соответствии с олимпийской хартией существуют различные элементы обрамления церемонии открытия Олимпийских игр. Большинство этих ритуалов были канонизированы на летних Олимпийских играх 1920 года в Антверпене.

### Художественная программа
Художественная программа — это то, что создаёт своеобразие каждой церемонии. Первоначально Кубертен видел современные Олимпийские игры как соревнования спортивные и творческих достижений. Поскольку современные Олимпийские игры превратились в празднование спорта, именно на церемониях открытия можно увидеть воплощение большинства идеалов Кубертена. Церемонии открытия являются важным ритуалом Олимпийских игр, которые представляют широкий спектр функций, таких как сходные качества и сообщения, которые связывают локальные и глобальные проблемы, а также культурные сходства в тех же областях. Художественная программа церемоний позволяет принимающей стране всесторонне продемонстрировать своё прошлое и будущее. Церемонии обычно начинаются с поднятия флага принимающей страны и исполнения государственного гимна. Затем принимающая страна демонстрирует художественные представления музыки, пения, танца и театра своей культуры, истории и нынешнего девиза Олимпийских игр. С летних Олимпийских игр 1980 года в Москве художественные презентации продолжали расти в масштабе и сложности. Например, церемония открытия на Пекинских играх, как сообщается, стоила 100 млн долл. США, причём значительная часть расходов приходилась на художественную часть церемонии.

### Парад наций
Традиционная часть церемоний начинается с «Парада наций», в ходе которого большинство участников маршем проходят по стадиону, страна за страной. Участие спортсменов не обязательно в церемониях открытия. Поскольку некоторые из первых соревнований Игр могут начаться накануне днём или на следующий день после церемонии, многие атлеты, участвующие в этих соревнованиях, отказываются от участия.
На открытие каждая принимающая страна выбирает свою тему. Во время «Парада наций» цель принимающей страны заключается в том, чтобы представить свою культурную самобытность и показать миру своё место в обществе. Например, на Олимпийских играх 2008 года в Пекине темой было «единство». 12 мая 2008 года в провинции Сычуань разразилось разрушительное землетрясение. Как страна-хозяйка, Китай хотел вспомнить это трагическое событие; на церемонии открытия Яо Мин, легенда китайского баскетбола, прошёл рука об руку с Линь Хао, девятилетним мальчиком, который спас несколько одноклассников во время землетрясения.
Во главе каждой делегации несут табличку с названием её страны и её национальный флаг. Традиционно (начиная с летних Олимпийских игр 1928) Греция выходит первой и возглавляет парад из-за своего исторического статуса прародителя Олимпиады, а принимающая страна завершает парад спортсменов. Все остальные участвующие страны проходят после Греции и до принимающей страны по алфавиту языка, выбранного организационным комитетом для этих игр, который обычно является доминирующим языком в районе города-хозяина. Команды объявляют название каждой страны на английском, французском и доминирующем языке в области принимающего города, если ни английский, ни французский языки не являются доминирующим языком. На летних Играх 2020 года второй, после Греции, прошла сборная независимых олимпийских участников.
На летних Олимпийских играх 2004 года в Афинах, греческий флаг возглавлял парад, в то время как греческая команда прошла последней, как принимающая страна, а первой прошла Сент-Люсия (Αγία Λουκία на греческом языке). В летних Олимпийских играх 1992 года в Барселоне испанский и каталонский языки были официальными языками игр, но из-за политической чувствительности, связанной с использованием каталанского языка, страны шли в порядке французского алфавита. По неизвестным причинам на трёх Играх, проводившихся в Японии, страны шли в алфавитном порядке в английскому алфавиту вместо японских символов. На летних Олимпийских играх 2008 года команды располагались по количеству мазков в иероглифах из китайского перевода названия страны. На зимних Олимпийских играх 2010 года команды выходили в английском алфавитном порядке: хотя в Канаде распространены оба официальных языка Игр, но английский язык является более доминирующим из этих двух в Ванкувере и провинции Британская Колумбия, где он расположен. На летних Олимпийских играх 1980 и зимней Олимпиаде 2014 года, страны шли в алфавитном порядке согласно кириллице, который является основой русского языка.

### Традиционные мероприятия
После того как все страны прошли, с речью выступают сначала президент Оргкомитета, а затем президент МОК. В конце своего выступления он передаёт слово представителю или главе государства принимающей страны, который официально объявляет об открытии Игр. Несмотря на то, что Игры были присуждены определённому городу, а не стране в целом, олимпийская хартия в настоящее время требует, чтобы человек был главой государства принимающей страны. Однако было много случаев, когда кто-то кроме главы государства принимающей страны открывал Игры. Первый раз это было на Играх II Олимпиады в Париже в 1900 году, когда церемонии открытия не было, так как игры проводились в рамках Всемирной ярмарки 1900 года. Также пять игр в Соединённых Штатах были открыты не главой государства.
Олимпийская Хартия предусматривает, что лицо, назначенное для открытия Игр, должно сделать это, произнося одну из следующих более целесообразных фраз:
- Если на Играх Олимпиады (летние Олимпийские игры): Я объявляю Игры [название принимающего города] открытыми, празднуя [порядковый номер Олимпиады] Олимпиаду современной эпохи.
- Если на зимних играх: Я объявляю [порядковый номер] Олимпийские зимние игры [название принимающего города] открытыми.

До 1936 года официальный представитель открытия часто выступал с короткой приветственной речью, прежде чем объявлять Игры открытыми. Однако с 1936 года, когда Адольф Гитлер открывал как зимние Олимпийские игры в Гармиш-Партенкирхене, так и летние Олимпийские игры в Берлине, открыватели стали использовать стандартную формулу. В последних проводимых Зимних Играх наблюдается тенденция использования первой версии вместо второй, что произошло на зимних играх как 2002, так и в 2010 году. Были ещё четыре исключения из правила:
- В 1976 году Елизавета II, как королева Канады, открыла Монреальские Олимпийские игры (сначала на французском языке, затем на английском):

Я объявляю открытыми Олимпийские игры 1976 года, отмечая XXI Олимпиаду современной эпохи.
- В 1984 году президент США Рональд Рейган открыл Летние Олимпийские игры в Лос-Анджелесе:

Отмечая XXIII Олимпиаду современной эпохи, я объявляю открытыми Олимпийские игры в Лос-Анджелесе.
- В 2002 году президент США Джордж Буш — младший открыл Зимние Олимпийские игры в Солт-Лейк-Сити, который состоялся через пять месяцев после терактов 11 сентября:

От имени гордой, решительной и благодарной нации…, затем последовала стандартная формула открытия.
- В 2012 году Елизавета II, как королева Соединённого Королевства, открыла Лондонские летние Олимпийские игры, во второй раз в истории открыв Игры.[22]

- В 2016 году исполняющий обязанности президента Бразилии Мишель Темер открыл летнюю Олимпиаду в Рио-де-Жанейро, вопреки обычной практике он не был представлен как не начале церемонии так и в конце выступления президента Баха:

После этого прекрасного шоу я объявляю открытыми Олимпийские игры в Рио, празднуя XXXI Олимпиаду современной эпохи.
Затем горизонтально вносится Олимпийский флаг (с летних Олимпийских игр 1960 года) на стадион и поднимается, одновременно исполняется Олимпийский гимн. В Олимпийской хартии говорится, что Олимпийский флаг должен «развеваться на протяжении всех Олимпийских игр на флагштоке, размещённого на видном месте на главном стадионе». В большинстве Игр флаг выносился на стадион видными спортсменами принимающей страны, но в 2012 году его вынесла международная группа спортсменов и не спортсменов, известных пропагандой олимпийских ценностей, в том числе Мухаммед Али в качестве символического знаменосца.
Затем знаменосцы всех стран располагаются вокруг трибуны, где один спортсмен из принимающей страны (с летних Олимпийских игр 1920 года) и один судья принимающей страны (с летних Олимпийских игр 1972 года) произносят олимпийскую клятву, заявляя, что они будут соревноваться и судить в соответствии с правилами их соответствующего вида спорта. С летних Олимпийских игр 2012 года в Лондоне, продолжая традиции, начавшиеся на летних юношеских Олимпийских играх 2010 года, тренер из принимающей страны также произносит Олимпийскую клятву. На зимних Олимпийских играх 2018 года в Пхёнчхане три клятвы были произнесены одновременно, как единую клятву, где один спортсмен, судья и тренер произносили свою часть клятвы, прежде чем спортсмен закончил её.

### Олимпийский огонь
На церемонии открытия завершается эстафета Олимпийского огня. Факел с Олимпийским огнём вносится на стадион, передаваемый от одного участника эстафеты к другому, пока не достигнет последнего участника, часто известного спортсмена из принимающей страны, который зажигает огонь в чаше стадиона. 
В соответствии с правилами МОК, зажжение Олимпийского огня должно быть засвидетельствовано присутствовавшими на церемонии открытия, то есть оно должно проходить в том же месте, где проходит и церемония. Ещё одно правило МОК заявляет, что чаша олимпийского огня должна быть видна из-за пределов стадиона всем жителям принимающего города. Это стало очевидным во время церемонии открытия Игр 2010 года в Ванкувере. Местом проведения церемонии в качестве олимпийского стадиона был выбран BC Place, который в то время был крытым стадионом. Так как не было никакого способа сделать так, чтобы чаша была видна и снаружи, и на стадионе, были использованы две чаши для олимпийского огня. Для первого зажжения олимпийского огня внутри стадиона организаторы выбрали трёхкратную призёршу в конькобежном спорте Катрионe Лемэй-Доан, канадского сенатора Нэнси Грин, которая выиграла две медали для Канады на Играх в 1968 году, звезду НБА Стива Нэша, уроженца соседней Виктории (Британская Колумбия), и легенду хоккея Уэйна Гретцки, каждый из которых должен был зажечь одну из четырёх колон чаши факела. Колонна Лемей-Доан не выдвинулась, позже это было исправлено во время церемонии закрытия, когда она получила второй шанс, чтобы зажечь свою часть чаши ещё раз, что ей и удалось.
После официального завершения церемонии открытия, Гретцки увезли на автомобиле, который доставил его к дополнительной чаше. Оказавшись там, он зажёг её в соответствии с традицией Олимпийских игр прошлых лет.
Во время летних Олимпийских игр 2012 в Лондоне чаша находилась внутри Олимпийского стадиона и была не видна из-за пределов стадиона. Изображение олимпийского огня проектировалось на экраны, установленные на крыше стадиона, в течение первой недели Игр и в прямом эфире было доступно всем официальным вещателям игр.

### Голуби
Начиная с летней Олимпиады 1920 года, проводившейся после Первой мировой войны, зажжение Олимпийского огня сопровождалось выпуском голубей, символизирующих мир (опытные атлеты приносили газеты, чтобы прикрыть себя от птичьего помёта). Эта традиция была прекращена после того, как несколько голубей, расположившись на краю чаши олимпийского огня, заживо сгорели в олимпийском пламени во время церемонии открытия летних Олимпийских игр 1988 года. Позднее эта традиция была заменена символическим выпуском голубей после того, как огонь был зажжён.
В церемонии 2000 года изображение голубя проецировалось на огромную белую ткань, которую держали спортсмены на стадионе. В 2004 году использовался светодиодный экран. В 2006 году акробаты образовали форму голубя. В церемонии 2008 года были фейерверки, представляющие голубя. В 2010 году на сцене проецировались голубиные фигуры. В церемонии 2012 года были велосипедисты с крыльями голубей, освещённые светодиодами. В церемонии в 2014 году изображение голубя было составлено танцовщицами в платьях с синими светодиодными фонарями и световой проекцией на арену стадиона. На церемонии в 2016 году дети с кайтами из голубей были замечены бежавшими рядом с первым обладателем премии Olympic Laurel Кипчоге Кейно.

## Вручение медалей
После завершения каждого Олимпийского соревнования проводится церемония награждения. На летних играх обычно проводили церемонии сразу после соревнования на соответствующих аренах, тогда как на зимних играх награждение медалями проходит на ночной церемонии, проводимой на медальной площади, за исключением некоторых командных соревнований, проводимых на крытых стадионах. Для трёх призёров используется трёхуровневый пьедестал: победитель располагается на центральной, самой высокой ступеньке, а призёры — на двух боковых. Медали вручаются членами МОК. Член МОК обычно сопровождается лицом из спортивной федерации, управляющей данным видом спортом (например, ИААФ по лёгкой атлетике или ФИНА в плавании), который вручает каждому спортсмену небольшой букет цветов. Когда Игры проводились в Афинах в 2004 году, победители помимо золотых медалей также получили оливковые венки в честь традиции древних Олимпийских игр. Для Игр в Рио 2016 года цветы были заменены небольшой 3D-моделью логотипа Игр. После вручения медалей поднимаются флаги стран трёх призёров. Флаг страны победителя находится в центре и поднимается на большую высоту, чем флаги стран серебряного (слева) и бронзового (справа) призёров.
Флаги поднимаются, пока играет национальный гимн страны золотого призёра. Граждане принимающей страны также выступают в качестве организаторов во время медальных церемоний. Они помогают чиновникам, вручающим медали, и выступают в качестве флагоносцев.
Строгие правила определяют поведение спортсменов во время церемонии медали. Например, они должны носить только предварительно одобренные наряды, которые являются стандартными для национальной олимпийской сборной спортсмена. Им не разрешается показывать какую-либо политическую принадлежность или делать политическое заявление на пьедестале. Самым известным нарушением этого правила был салют Black Power в исполнении Томми Смита и Джона Карлоса на летних Олимпийских играх 1968 года в Мехико. За эти действия президент МОК Эйвери Брендедж потребовал их выдворения с Олимпиады; после того как Олимпийский комитет Соединённых Штатов (USOC) отказался это сделать, Брендедж пригрозил выгнать всю сборную США по лёгкой атлетике с Олимпиады. После этого USOC выполнил требование и Смит с Карлосом были выдворены.
Обычно на церемонии закрытия вручаются медали в мужском марафоне (на летних Олимпийских играх) или лыжных марафонах среди мужчин на 50 км и женщин на 30 км (на зимних Олимпийских играх), которые проходят в предпоследние и последние дни. Таким образом, эти церемонии на Олимпийском стадионе являются последними медальными церемониями Игр.

## Церемония закрытия
В отличие от церемоний открытия, многие элементы олимпийских церемоний закрытия постепенно развивались как традиции, прежде чем стать обязательными.
Как и церемонии открытия, церемонии закрытия начинаются с поднятия флага принимающей страны и исполнения государственного гимна. Традиционная часть церемоний закрытия начинается с «Парада флагов», где флагоносцы от каждой участвующей страны входят на стадион все вместе во главе с греческим флагом (в честь места рождения Олимпийских игр) и с флагом страны-хозяйки в конце. За ними идут все спортсмены без какого-либо различия или группировки по национальности. Это «Парад спортсменов», смешение всех спортсменов является традицией, которая началась во время летних Олимпийских игр 1956 года по предложению школьника из Мельбурна Джона Ина Вина, который считал, что это будет способом собрать спортсменов мира вместе как «одну нацию». До Игр 1956 года ни одна олимпийская сборная никогда не выступала на церемонии закрытия современных или древних игр. Это был первый Международный Марш мира, который когда-либо проводился. (В 2006 году спортсмены прошли вместе со своими соотечественниками, затем разошлись и смешались во время церемониями.) Зимние Олимпийские игры последовали этому примеру в 1960 году.
После того, как все спортсмены войдут на стадион, проводится заключительная медальная церемония награждения Игр. Оргкомитет соответствующего города-хозяина после консультаций с МОК определяет, призёры какой дисциплины будут награждаться на стадионе. Во время летних Олимпийских игр это обычно мужской марафон. Традиционно мужской марафон проводится в последние часы соревнований в последний день Олимпийских игр и заканчивается незадолго до начала церемонии закрытия. Тем не менее недавние летние олимпиады в Атланте, Пекине, Лондоне и Рио-де-Жанейро проводили марафон ранним утром из-за проблем с жарой в принимающем городе. С зимних Олимпийских игр 2006 года на церемонии закрытия стали вручать медали в 50-километровой лыжной гонке среди мужчин. Затем поднимаются национальные флаги призёров и исполняется национальный гимн страны победителя.
Далее новоизбранные члены Комиссии спортсменов МОК дарят букеты цветов представителям волонтёров, благодаря их за работу во время Игр.
Затем на флагштоках поочерёдно поднимаются два других национальных флага одновременно с исполнением соответствующих национальных гимнов: флаг Греции, чтобы снова почтить место рождения Олимпийских игр, а также флаг страны, в которой проводятся следующие летние или зимние Олимпийские игры. В Москве во время бойкота летних Олимпийских игр 1980 года флаг, поднятый для представления следующего места проведения Игр, представлял собой флаг города Лос-Анджелес, а не флаг Соединённых Штатов, бойкотировавших московскую Олимпиаду. В Сиднее и Афинах были подняты два греческих флага, потому что Греция была следующим местом проведения (в 2000 году) и потому что в Греции принимали игры (в 2004 году). Затем исполняется Олимпийский гимн. и Олимпийский флаг, который был поднят во время церемоний открытия, спускается с флагштока и переносится со стадиона.
В так называемой Антверпенской Церемонии (поскольку традиция началась на Антверпенских играх), мэр города, который организовал Игры, передаёт специальный Олимпийский флаг президенту МОК, который затем передаёт его мэру города, где пройдут следующие Олимпийские игры, и он размахивает флагом восемь раз. Есть четыре таких флага:
- Флаг Антверпена был представлен МОК на летних Олимпийских играх 1920 года в городе Антверпен, Бельгия, и был передан в следующий организационный город летних Олимпийских игр в 1984 году в Лос-Анджелесе, Калифорния, США.
- Флаг Осло был представлен МОК на зимних Олимпийских играх 1952 года в городе Осло, Норвегия, и передаётся в следующий организованный город зимних Олимпийских игр.
- Флаг Сеула был представлен МОК на летних Олимпийских играх 1988 года в городе Сеул, Южная Корея, в качестве замены флага Антверпена. Этот флаг использовался до 2012 года в Лондоне.
- Флаг Рио был представлен МОК на летних Олимпийских играх 2016 года в городе Рио-де-Жанейро, Бразилия, в качестве замены для флага Сеула. Он был передан в следующий организованный город летних Олимпийских игр.

Эта традиция представляла особую проблему на Зимних играх 2006 года в Турине, Италия. Флаг был передан от мэра Турина Серджо Кьямпарино мэру Ванкувера (Британской Колумбии, Канада) Сэму Салливану. Мэр Салливан, будучи парализованным, махал флагом держа его в одной руке и размахивая моторизованной инвалидной коляской взад и вперёд восемь раз.
Затем следующая принимающая страна представит свою страну с привлечением известных людей своей страны. Эта традиция началась с Игр 1976 года.
Потом выступают сначала председатель Оргкомитета Игр, а затем президент МОК, произнося перед закрытием Олимпиады:
А теперь, по традиции, я объявляю игры [Порядковый номер летних Олимпийских играх] Олимпиады/[Порядковый номер Зимних Олимпийских игр] зимние Олимпийские игры закрытыми и призываю молодёжь мира собраться через четыре года в [Название следующего принимающего города], чтобы отпраздновать игры [последующий Порядковый номер летних Олимпийских играх] Олимпиады/[последующий Порядковый номер Зимних Олимпийских игр] зимние Олимпийские игры.
Наконец, Олимпийское пламя потухает, отмечая окончание Игр.